# OpenNTPD
OpenNTPD — демон, реализующий протоколы SNTP версии 4 и NTP версии 3 для синхронизации локального системного времени с удалёнными NTP серверами или сенсорами отклонения локального времени. Может выступать в качестве NTP сервера для клиентов, совместимых с данными протоколами.
Демон разработан Хеннингом Брауэром в рамках проекта OpenBSD. Основные цели проекта — это создание безопасного, лёгкого в настройке, достаточно точного и свободно распространяемого сервера точного времени.